# Hinter Fiescherhorn
De Hinter Fiescherhorn is een bergtop in de Zwitserse Berner Alpen. De top ligt direct ten zuiden van deze van de Gross Fiescherhorn die 24 meter hoger is. De berg ligt ten oosten van de Mönch en ten westen van de Finsteraarhorn. De top ligt in de gemeente Fieschertal, dicht ten zuiden van de grens tussen de kantons Bern en Wallis.
De Hinter Fiescherhorn werd een eerste maal beklommen op 28 juli 1885 door Eugen Guido Lammer en August Lorria.